# Andisol

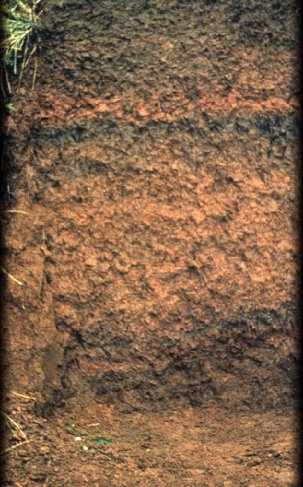
Andisol

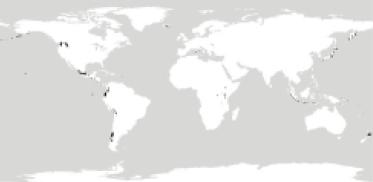
Distribuzione degli Andisol nel mondo.

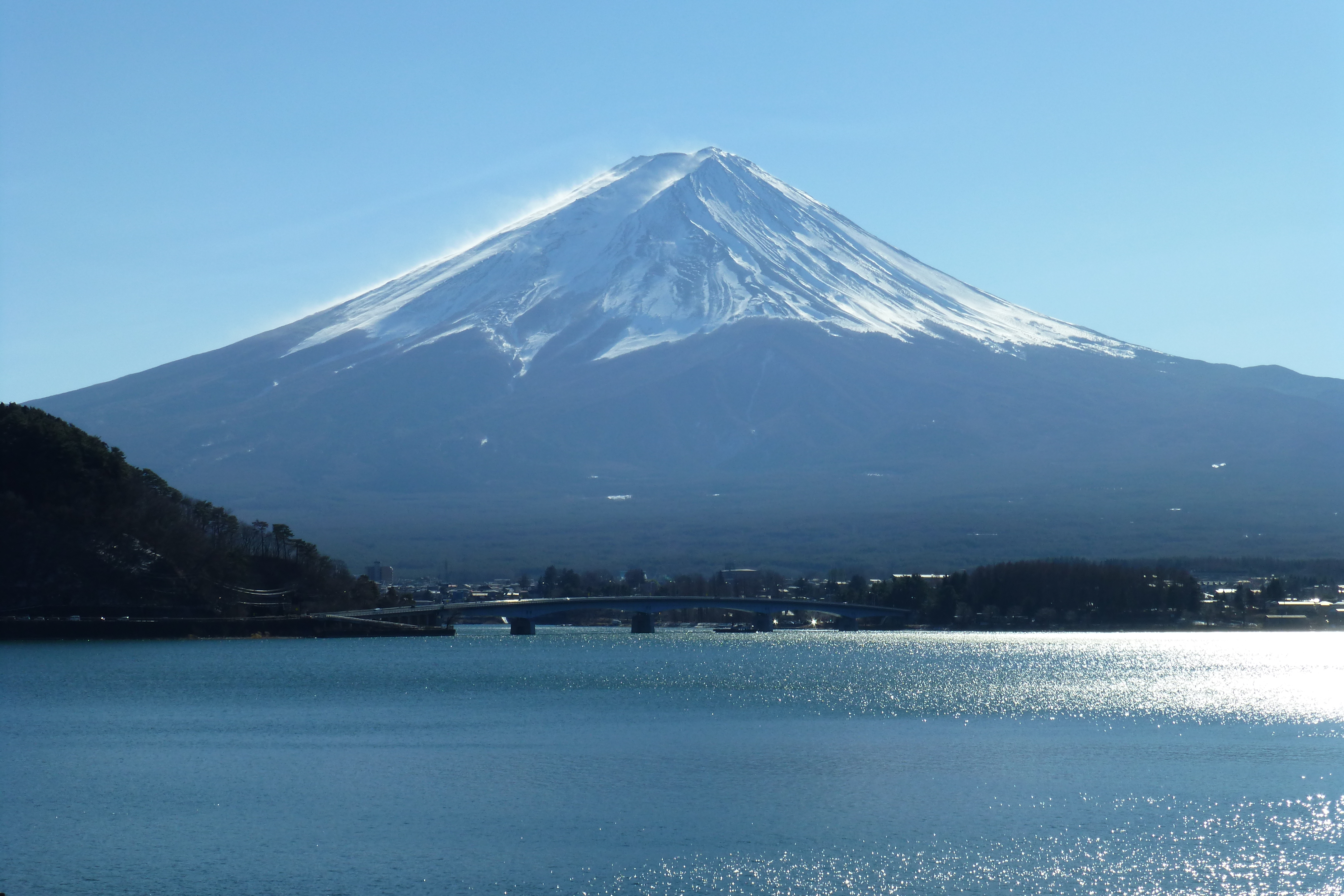
Molti Andisol si sviluppano nelle immediate vicinanze dei vulcani.

L'ordine degli Andisol (suffisso and) è uno dei dodici ordini della tassonomia del suolo secondo USDA. L'etimologia deriva dal giapponese  an do che significa "suolo nero".
Nella classificazione dei suoli della World Reference Base for Soil Resources (WRB) vengono designati come Andosol.

## Caratteristiche
I suoli appartenenti a questo ordine sono generalmente associati a materiali vulcanici; sono il prodotto di intensa alterazione fisica e chimica dei minerali del suolo associata a scarsa traslocazione di questi prodotti. Le caratteristiche peculiari di questo tipo di suoli sono elevata ritenzione del fosforo ed elevata capacità di scambio cationico; inoltre, negli Andisol si rileva la presenza in grosse quantità di minerali amorfi come imogolite, allofane e ferridrite. Gli Andisuoli possono quindi formarsi in ogni tipo di clima che presenti temperature ed umidità sufficientemente elevate per permettere una buona alterazione.
I suoli compresi in quest'ordine possono avere praticamente ogni tipo di epipedon e di orizzonte diagnostico; condicio sine qua non perché un suolo ricada in questo ordine è la presenza dei cosiddetti materiali andici entro i primi 60 cm di suolo.
Questi suoli sono generalmente molto fertili, con qualche problema in caso di eccessiva ritenzione del fosforo; queste condizioni, unite al fatto che si trovano generalmente in zone discretamente piovose, fa sì che siano molto sfruttati dal punto di vista agricolo, in certe zone anche da molto tempo.

## Distribuzione
Gli Andisol non sono molto diffusi e rappresentano circa l'1% del totale delle terre emerse libere dai ghiacci. Si trovano per lo più nella cintura di fuoco del Pacifico, e l'area più estesa è quella che corre tra Cile, Ecuador, Colombia, Messico, Nord-ovest degli USA, Giappone, Giava e nell'isola settentrionale della Nuova Zelanda. Estensioni minori sono presenti anche in Kenya, Italia, Islanda e Hawaii.
Sono anche noti Andisol fossili in aree attualmente non soggette ad attività vulcanica e che in alcuni casi si fanno risalire a un miliardo e mezzo di anni fa, cioè al Precambriano.

## Sottordini
Gli Andisol si suddividono in otto sottordini:
- Aquand: Andisol che manifestano condizioni aquiche;
- Geland: Andisol sviluppatisi in climi molto freddi, con temperatura media del suolo ≤0 °C;
- Cryand: Andisol sviluppatisi in climi freddi;
- Torrand: Andisol con un regime di umidità aridico;
- Xerand: Andisol con un regime di umidità xerico;
- Vitrand: designa degli Andisol sviluppatisi nelle immediate vicinanze dei vulcani;
- Ustand: Andisol con un regime di umidità ustico;
- Udand: altri Andisol che non ricadono in nessuna delle precedenti categorie.